# Enhanced Environmentally Friendly Vehicle

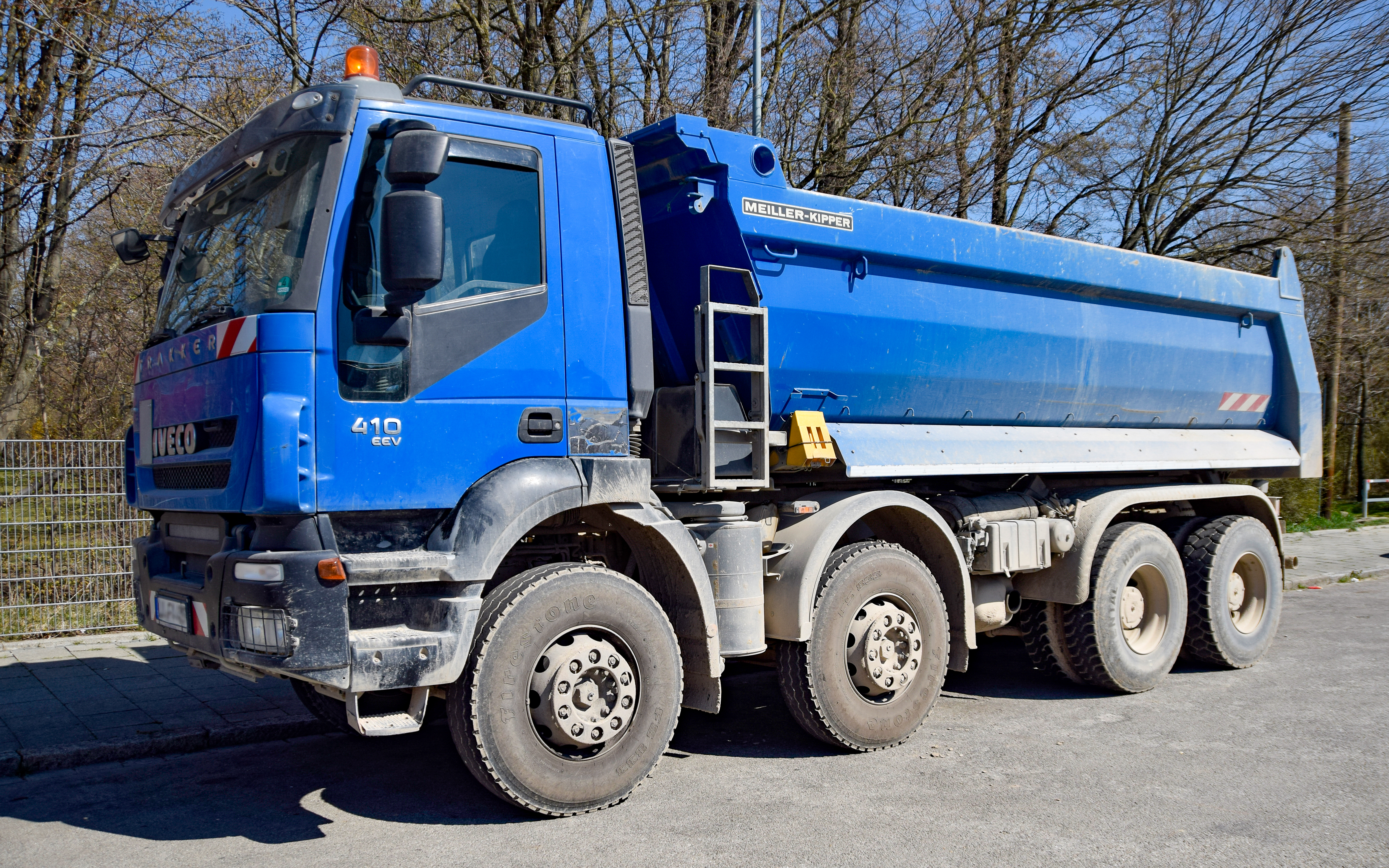
Iveco Trakker mit Motor nach EEV-Standard

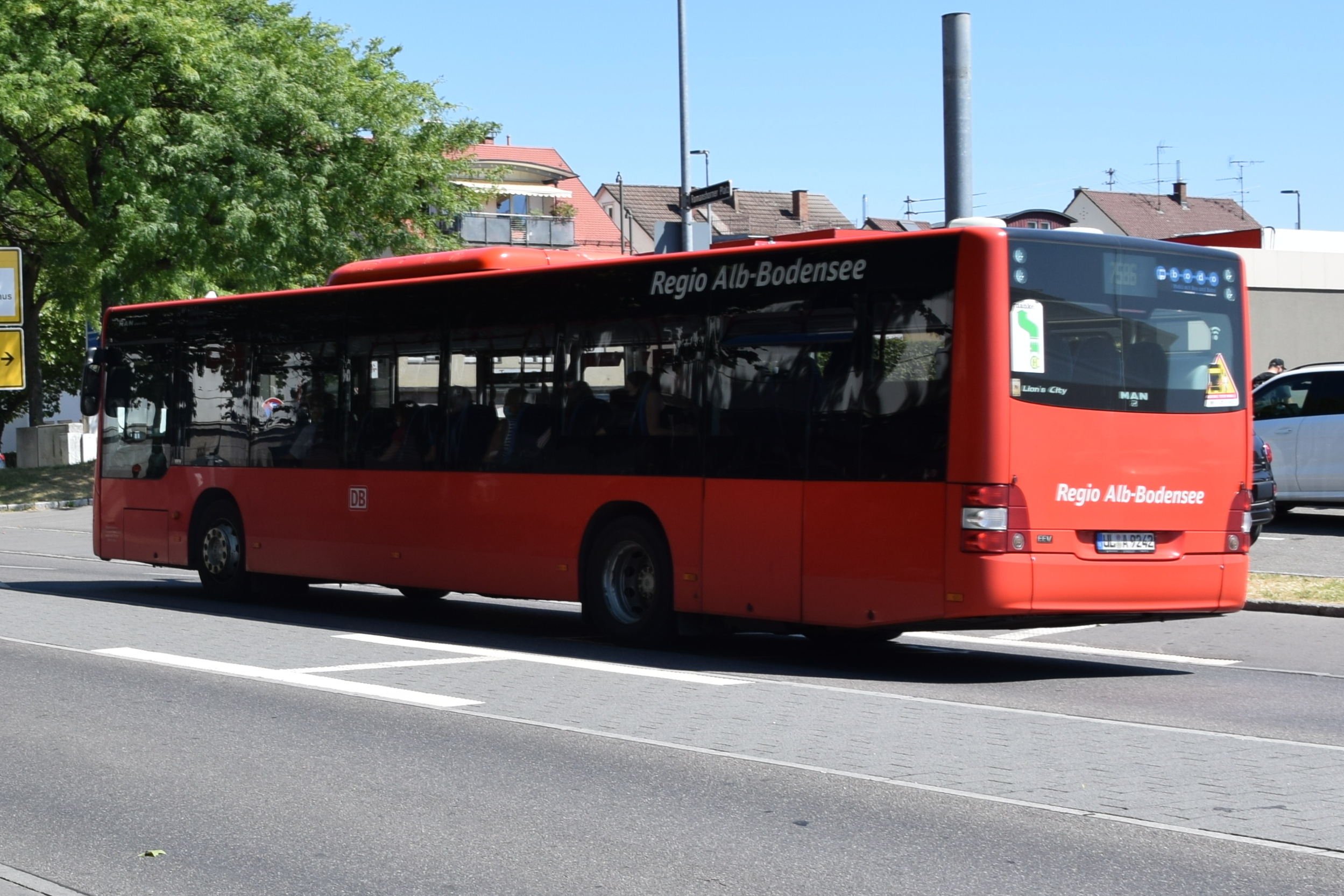
MAN-Bus nach EEV-Standard im Regionalverkehr

Enhanced Environmentally Friendly Vehicle (EEV) ist ein freiwilliger europäischer Abgasstandard für Busse und Lastkraftwagen. Die Anforderungen sind in der EU-Richtlinie 1999/96/EG unter „Stufe C“ festgelegt. Fahrzeuge, die mit EEV-Motoren ausgestattet sind, übertreffen die Abgasqualität der Norm Euro V, die zum 1. Oktober 2009 bei Bussen und Lastkraftwagen für alle neu zugelassenen Fahrzeuge mit einem zulässigen Gesamtgewicht ab 3,5 Tonnen verbindlich wurde.
Das deutsche Bundesumweltministerium hat im Jahr 2005 mit einem Projekt für „anspruchsvolle Umweltstandards im innerstädtischen und regionalen Verteilerverkehr“ die Beschaffung von Fahrzeugen mit EEV-Motoren gefördert. Auch weitere Förderprogramme mit dem Ziel eines emissionsarmen öffentlichen Nahverkehrs trugen dazu bei, dass EEV-Motoren im Verhältnis deutlich häufiger in Bussen als in Lastkraftwagen zum Einsatz kommen. Am 1. Januar 2014 entsprachen von den rund 77.000 in Deutschland zugelassenen Bussen 21 % dem EEV-Standard, jedoch nur 7 % der 529.000 Lastkraftwagen ab 3,5 Tonnen.
Seit dem 1. Januar 2014 müssen neu zugelassene Busse und Lastkraftwagen ab 3,5 Tonnen die strengere Euro-VI-Norm erfüllen.

## Grenzwerte
Die EEV-Grenzwerte im Vergleich:
| Abgasstandard | Fahrzyklus/ Testverfahren | CO [g/kWh] | HC [g/kWh]  | Methan [g/kWh] | NOx [g/kWh] | NH3 [ppm] | Partikelmasse [g/km] | Partikelanzahl [#/km] | Trübung [m−1] |
| ------------- | ------------------------- | ---------- | ----------- | -------------- | ----------- | --------- | -------------------- | --------------------- | ------------- |
| Euro V        | ESC & ELR / ETC           | 1,5 / 4,0  | 0,46 / 0,55 | 1,10           | 2,0         | —         | 0,02 / 0,03          | —                     | 0,50          |
| EEV           | ESC & ELR / ETC           | 1,5 / 3,0  | 0,25 / 0,40 | 0,65           | 2,0         | —         | 0,02 / 0,02          | —                     | 0,15          |
| Euro VI       | WHSC / WHTC               | 1,5 / 4,0  | 0,13 / 0,16 | —              | 0,40 / 0,46 | 10        | 0,01                 | 8·1011 / 6·1011       | —             |